# Sosigen Peripatetik
Sosigen Peripatetik [sosigén peripatétik] (starogrško Σωσιγένης ὁ Περιπατητικός: Sosigénes ho Peripatetikós, latinsko Sosigenes Peripateticus), starogrški filozof, živel okoli leta 150.

## Življenje in delo
Sosigen je bil učitelj peripatetičnega filozofa Aleksandra Afrodizijskega. Napisal je delo O vrtečih sferah, iz katerega so se ohranili nekateri pomembni odlomki v Simplikijevem tolmaču Aristotelove knjige O nebu.
Kritiziral je Aristotela in Evdoksa, ter njuni teoriji nebesnih krogel in epiciklov, za kateri je menil, da sta v protislovju z Aristotelovimi filozofskimi postulati. Opazil je tudi, da se navidezni sij planetov opazljivo spreminja, ter da so Sončevi mrki enkrat popolni, drugič pa kolobarjasti, kar pomeni, da razdalja med Soncem, Luno in Zemljo pri različnih mrkih ni enaka.
Sosigena imenujejo »Peripatetik« verjetno le zaradi povezave z Aristotelom. Nekateri starejši dokazi nakazujejo, da je bil dejansko stoik.
Velikokrat ga zamenjujejo s starogrškim astronomom in matematikom Sosigenom Aleksandrijskim.